# Æthelhelm
Æthelhelm est un prince de la maison de Wessex de la deuxième moitié du IXe siècle. Neveu du roi Alfred le Grand, il fait partie des bénéficiaires de son testament qui est la seule source d'époque à le mentionner.

## Biographie
Æthelhelm est le fils du roi du Wessex Æthelred et le frère d'Æthelwold, qui est vraisemblablement son cadet. Il est possible qu'il ait également eu un frère aîné nommé Oswald ou Osweald. À la mort de son père, en 871, il est apparemment considéré comme trop jeune pour lui succéder, d'autant que le Wessex est alors attaqué par les Vikings, et c'est son oncle Alfred le Grand, le dernier frère survivant d'Æthelred, qui monte sur le trône.
L'unique mention d'Æthelhelm dans les sources d'époque figure dans le testament de son oncle, rédigé vers le milieu des années 880. Alfred lègue à son neveu, dont le nom est orthographié Æðelme, les domaines d'Aldingbourne, Compton (probablement Compton dans le Sussex de l'Ouest), Crondall, Beeding, Beddingham, Burnham (probablement Eastbourne), Thunderfield (près de Horley) et Eashing (près de Shackleford). À l'exception de Crondall, qui se trouve dans le Hampshire, ils se situent tous dans les comtés du Surrey et du Sussex,.
Son absence des autres sources suggère qu'Æthelhelm pourrait être mort peu après l'établissement de ce testament. Il disparaît vraisemblablement avant 899, date à laquelle son frère Æthelwold tente d'empêcher le fils d'Alfred, Édouard l'Ancien, de monter sur le trône. Un dénommé Æthelhelm exerce la charge d'ealdorman du Wiltshire sous le règne d'Alfred et meurt en 897, mais les historiens modernes considèrent qu'il s'agit d'un homonyme.
Æthelweard, ealdorman et chroniqueur de la fin du Xe siècle, affirme dans ses écrits descendre du roi Æthelred, sans plus de précisions. Il pourrait être un descendant d'Æthelhelm ou d'Æthelwold. Quelques généalogistes du XXe siècle font remonter l'ascendance du comte du XIe siècle Godwin de Wessex jusqu'à Æthelhelm via Æthelweard, mais la plupart des médiévistes ne considèrent pas cette théorie comme valable.